# Bogusąd
Bogusąd – staropolskie imię męskie, złożone z członów Bogu- ("Bóg", "Boga", ale pierwotnie "los, dola, szczęście") i -sąd ("sądzić"). Być może znaczyło pierwotnie "ten, któremu sądzone jest szczęście".
Bogusąd imieniny obchodzi 13 stycznia.